# Dinara Wagner
Pour les articles homonymes, voir Wagner.
Dinara Wagner née Dinara Dordjieva (en russe : Динара Мергеновна Дорджиева ; tramnscription anglaise utilisée par la FIDE Dinara Dordzhieva) est une joueuse d'échecs allemande d'origine kalmouke, née le 25 mai 1999 à Elista, en Kalmoukie (Russie).
Au 1er juillet 2022, elle est la sixième joueuse allemande avec un classement Elo de 2 341 points.

## Biographie et carrière
Dinara Dordjieva remporta le championnat de Russie junior en 2016 et la médaille de bronze au championnat du monde d'échecs junior féminin de 2016.
Elle reçut le titre de grand maître international féminin en 2020.
En 2022, elle épouse le joueur allemand Dennis Wagner. Après l'invasion de l'Ukraine par la Russie, elle est affiliée à la Fédération allemande des échecs.
En avril 2022, elle remporte le tournoi national German Masters féminin à Darmstadt.